# Wolfgang-Guillaume de Neubourg
Wolfgang-Guillaume (Wilhelm) de Palatinat-Neubourg, né le 4 novembre 1578 à Neubourg-sur-le-Danube et mort le 20 mars 1653 à Düsseldorf, est un prince de la famille des Wittelsbach. Il est le fils de Philippe-Louis de Neubourg (1547-1614), comte palatin, duc de Neubourg, et d'Anne de Clèves (1552-1632). Il reçoit une partie de l'héritage de Juliers-Clèves-Berg et il est un des rares princes protestants à se convertir au catholicisme.

## La querelle de succession de Clèves
Contre la volonté de ses parents, luthériens convaincus, Wolfgang-Guillaume se convertit secrètement au catholicisme en juin 1613 et épouse Madeleine de Bavière. La conversion est officialisée et fêtée à Düsseldorf le 15 mai 1614. Wolfgang-Guillaume n'assiste pas aux obsèques de son père, mort à Neubourg le 22 août 1614. Ce dernier voulait le déshériter, mais il meurt huit jours avant la réunion de la Diète locale qu'il avait convoquée. Le nouveau duc de Neubourg ne fait son entrée dans cette principauté protestante qu'en 1615, entouré de cinquante soldats !
Ce changement de religion, qui rappelle celui du roi de France Henri IV et son « Paris vaut bien une messe ! », et son mariage avec une princesse catholique permettent au duc de Neubourg de passer du côté de la Sainte Ligue catholique. Il veut, avec son aide, soutenir mieux ses revendications dans la querelle de succession de Clèves, pour l'héritage du duc Jean-Guillaume de Juliers-Clèves-Berg son grand-père maternel, qui comprenait les duchés de Juliers (Jülich), Clèves et Berg, les comtés de la Marck et de Ravensberg et la seigneurie de Ravenstein. Son principal rival - et cousin -, Jean Sigismond, margrave et électeur de Brandebourg, est un membre important de l'Union évangélique, converti lui aussi en 1613, mais au calvinisme. Cela amène la conclusion de la trêve de Xanten, le 12 novembre 1614, qui partage l'héritage de Clèves : Wolfgang-Guillaume obtient Juliers, Berg et Ravenstein, tandis que Jean Sigismond hérite de Clèves, La Marck et Ravensberg. En fait la querelle ne se résout définitivement que plus tard, après les soubresauts de la guerre de Trente Ans et après la dernière attaque brandebourgeoise sur Juliers-Berg en 1651, dite « guerre de la Vache de Düsseldorf » (« Düsseldorfer Kuhkrieg »). Le partage n'est définitif qu'en 1666.

## Wolfgang-Guillaume, comte palatin, duc de Neubourg et de Juliers-Berg

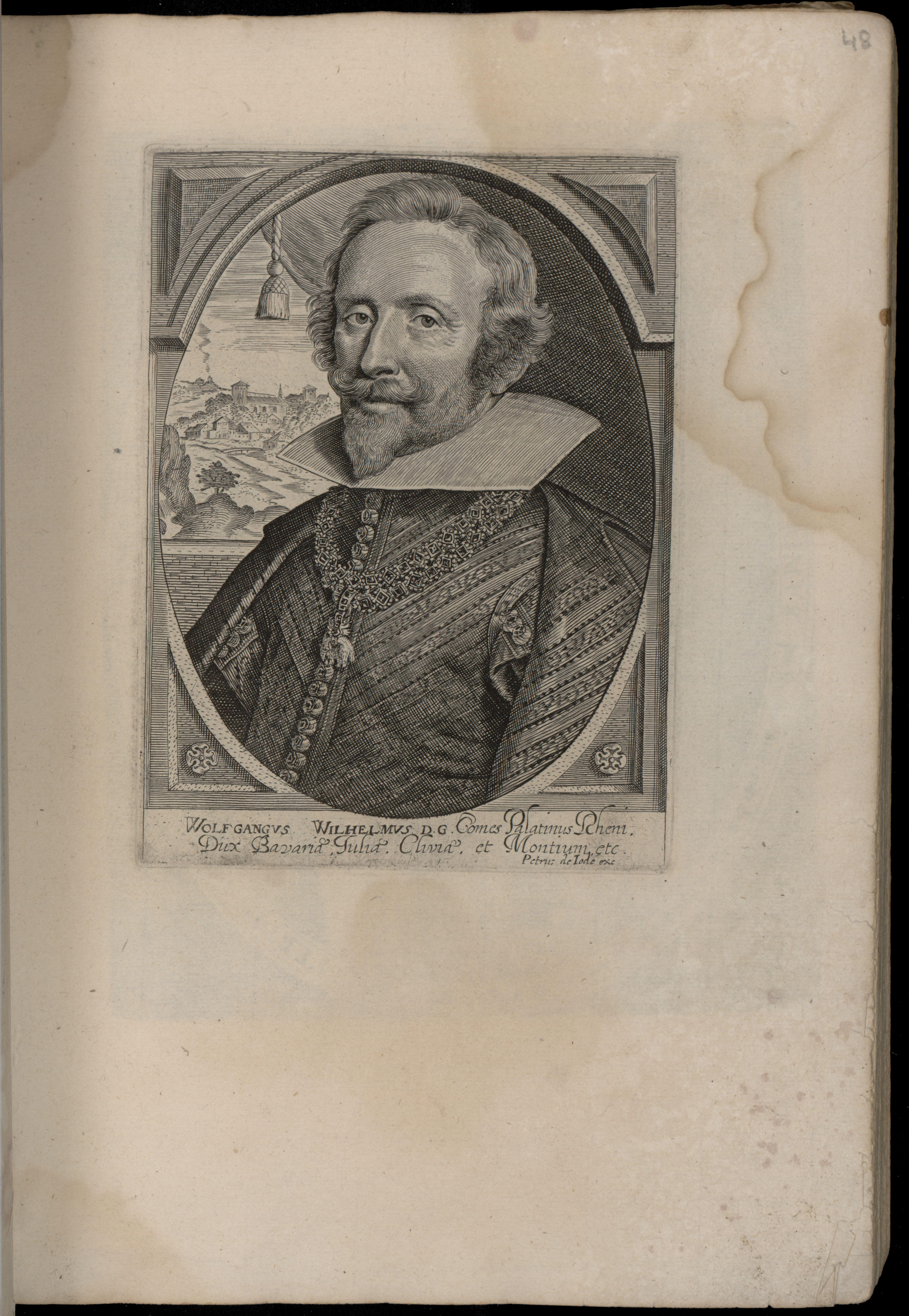
Portrait de Wolfgang-Guillaume de Neubourg par Pieter de Jode le Jeune

Wolfgang-Guillaume est un prince de son temps. Son éducation luthérienne stricte n'a pas interdit les exercices du corps, la danse, le dessin. Il maîtrise six langues, dont le latin, l'italien et plus tard l'espagnol. Il entreprend de nombreux voyages avant 1636. Les premiers ont des buts pédagogiques, les autres sont plus politiques : il s'agit de soutenir sa cause dans la querelle de Clèves, puis celle de la branche aînée des comtes palatins, la Causa Palatina. Il fait en 1596 un voyage à travers l'Allemagne du Nord et le Danemark, où il assiste au couronnement du roi Christian IV, parent de la maison de Wittelsbach. En 1597, il visite l'Italie, où il retourne en 1630. Son Grand Tour de 1600-1601 le conduit pendant huit mois dans les régions rhénanes, aux Pays-Bas, en Angleterre et en France. Il y rencontre beaucoup de princes allemands et étrangers ; il est reçu par les autorités locales ; il tient un journal de voyage. En 1624, il se rend à la cour de Philippe IV d'Espagne, de qui il avait reçu en 1614 l'ordre de la Toison d'Or et qui l'élève à la Grandesse. Pendant ce séjour espagnol il a l'occasion de protéger le peintre Rubens, alors envoyé des Pays-Bas espagnols, menacé lors d'une émeute populaire, en le faisant monter dans son carrosse. À son retour il rend visite à Louis XIII. Il se rend souvent à Bruxelles et à Vienne.
Jusqu'en 1631 Wolfgang-Guillaume réside alternativement à Düsseldorf et à Neubourg. Après les événements militaires de 1632 à 1634 (l’occupation de Neubourg par les troupes suédoises), sa résidence principale est Düsseldorf et il ne visite Neubourg que deux fois en 1635-1636, à l'occasion d'un voyage à Vienne. Il y revient une dernière fois en 1650, après avoir participé à Heidelberg au mariage du comte palatin Charles Louis, fils du « roi d'un hiver » chassé après la catastrophe de 1620 en Bohème. Düsseldorf doit à son prince l'église Saint-André, qui domine la ville, et un manège sur la Mühlenstrasse. Amateur de peinture hollandaise, c'est lui qui amorce la collection de tableaux de la ville. Le prestige de la Cour de Düsseldorf est alors contrasté. Elle compte près de 300 personnes et le maître de chapelle, Giacomo Negri, un élève de Palestrina, est très largement payé. L'orchestre de la Cour, 8 musiciens et 20 chanteurs, coûte, en 1638, environ 5 000 Reichstaler. Le peintre de la Cour, Johannes Spillberg, est issu d'une famille calviniste aisée du duché. En revanche Sophie de Palatinat (dite aussi Sophie de Bohème, ou Sophie de Hanovre), qui visite la cour de Düsseldorf en 1650, note dans ses Mémoires que la domesticité porte des vêtements usés, que les tapisseries et les lits sont vieux. Il est vrai qu'on sort alors d'une terrible crise.
Comme les princes de son temps, Wolfgang-Guillaume tente de se placer au-dessus des États de ses domaines pour lever de nouveaux impôts ou les augmenter. Il ne réunit aucune Diète à Juliers-Berg jusqu'en 1624. La Diète, qui se réunit normalement à Cologne, en appelle à l'empereur, qui impose la protection impériale en 1628 et la renouvelle en 1635. Le conflit culmine pendant ce qu'on appelle la Diète paysanne de 1639. Alors que les baillis et maires assemblés avaient accordé des taxes au duc, la décision est cassée par l'empereur. La querelle est réglée par l'accord de 1649, au prix de concessions réciproques.

## La recatholicisation
Dans ses duchés de Juliers et Berg, Wolfgang-Guillaume entreprend la reconquête catholique. Le duc s'appuie sur les ordres religieux et une politique de refoulement des protestants.

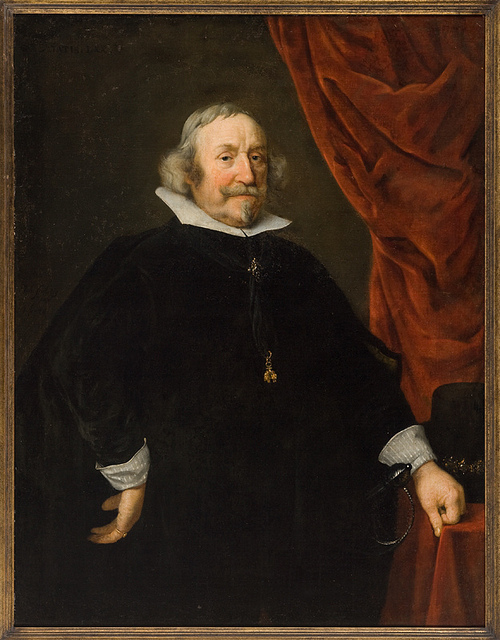
Portrait, 1648, par Johannes Spilberg.

D'abord les jésuites : en 1618 le duc avait prié le directeur des jésuites de Cologne d'envoyer des pères pour enseigner dans le célèbre lycée (Gymnasium) ouvert à Düsseldorf au siècle précédent. Il en vient deux, accompagnés d'un frère lai, en 1619. On leur confie bientôt la direction de l'établissement. Wolfgang-Guillaume leur achète pour plus de 7 400 Reichstaler une maison, où ils emménagent en 1621. Les pères acquièrent en outre un grand jardin de 9 arpents (9 Morgen). En 1625, en accord avec le Sénat et les Conseils, il leur attribue un terrain pour rebâtir le lycée. Vers 1622 le chanoine Pierre Laer offre une somme de plus de 5 000 Reichstaler pour créer, sous la conduite des jésuites, un séminaire pour les jeunes étudiants pauvres. Comme on manque d'espace, le duc fait détruire une écurie et une vieille tour. La première pierre est posée par le prince au milieu de grandes festivités en 1623. Par la suite Wolfgang-Guillaume supervise souvent le travail des élèves. De 1622 à 1629 il fait construire l'église St André, œuvre du 1er baroque, qui est celle des jésuites et celle de la Cour.
À partir de 1621 le duc, avec l'aide de catholiques locaux, crée un couvent de capucins à Düsseldorf. l'église est consacrée en 1624 par le coadjuteur de Cologne. Elle est dédiée à Ste Marie-Madeleine, sans doute en l'honneur de la très catholique duchesse Madeleine de Bavière. Enfin en 1638 deux religieuses célestines arrivent à Düsseldorf venant de Cologne, à l'invitation et aux frais du prince. Avec son appui elles achètent une maison en 1642, mais leur couvent n'est achevé qu'en 1691.
Dès 1630 le Magistrat à Düsseldorf ne peut être composé que de catholiques. On ferme les temples calvinistes en 1631, luthériens en 1641. Mais la guerre de Trente Ans oblige à revenir en arrière en 1643-1644 et à autoriser les cultes protestants. En 1650 en compte 62 000 protestants (47 % de la population, moitié luthériens, moitié calvinistes) dans le duché de Berg, mais seulement 8 160 réformés pour Juliers.
Dans le duché de Neubourg, Wolfgang-Guillaume suit la même politique de recatholicisation. Il ne respecte pas sa promesse de sauvegarder la situation de la population luthérienne, même dans la petite seigneurie d'Hiltpolstein confiée à son frère cadet Jean Frédéric, qui lui reste luthérien. Il introduit d'abord le Simultaneum dans les églises. Dès 1615 il fait passer le Neubourg dans le calendrier grégorien en sautant du 13 au 24 décembre. Le catholicisme devenant religion de l’État, les officiers doivent se convertir ou partir. Comme il va le faire à Düsseldorf pour la nouvelle église St André, il remet l'église de la cour de Neubourg aux jésuites en 1618. La reconsécration du sanctuaire est faite en grande pompe, en présence de quatre évêques. Le prince offre à l'église des œuvres de Rubens, le Grand Jugement Dernier de 1617, une Adoration des Bergers et une Pentecôte de 1620. Il faut en outre reconstruire l'église St Pierre entre 1641 et 1646. Elle abrite une 4e œuvre de Rubens, la Chute des Anges. Les jésuites ont un rôle essentiel dans la politique religieuse du prince. Installés dans un ancien couvent de bénédictines et l'ancien arsenal transformés dès 1618 et rebâtis au XVIIIe siècle, ils accueillent l'ancienne école latine de Lauingen et sa bibliothèque dans un lycée et un séminaire. Avec l'ancienne imprimerie princière de Lauingen, transférée elle aussi à Neubourg et confiée à un catholique en 1616, ce sont les principaux outils de la recatholicisation. En 1622 Wolfgang-Guillaume et son épouse créent enfin, dans un faubourg près de la Porte d'Augsbourg, une chapelle St Wolfgang et un couvent pour les Frères de la Miséricorde (Barmherzige Brüder) chargés de soigner les malades de la ville et du district de Neubourg.

## La guerre de Trente Ans
La guerre occupe plus de 30 ans des 44 années de son principat et ses aléas dominent la vie de Wolfgang-Guillaume.
Après la défaite et la déposition de l’électeur palatin Frédéric V par l'empereur en 1623, les Wittelsbach de Bavière récupèrent les dépouilles de la branche aînée. Pour sa part, le duc de Neubourg obtient trois districts du Haut Palatinat, ceux de Parkstein, Pleystein et Weiden, mais, depuis le début des années 1630, il prend parti pour la renaissance de l'électorat palatin du Rhin. C'est la Causa Palatina, qui l'oppose aux Habsbourg.
Sa politique de neutralité, dénoncée par le Diète de l'Empire en 1641, n’empêche pas les occupations, les pillages, les contributions plus ou moins forcées dues aux troupes des deux camps. Depuis décembre 1639, par exemple, les troupes impériales occupent diverses places dans Juliers-Berg (Gladbach, Dülken, Sittard, Mühlheim, Siegburg) et le général d'artillerie Guillaume de Lamboy recrute des soldats dans Juliers, malgré les protestations de Düsseldorf. En 1649, il faut verser de fortes sommes aux troupes étrangères pour qu'elles libèrent le territoire. Les Suédois, les Hessois obtiennent ainsi d'importantes « satisfactions » (Satisfaktiongelder). Pour le Neubourg, le duc de Bavière réclame 80 000 florins d'indemnité de guerre. Wilhelm doit mettre en gage la ville et le district de Hemau près de Ratisbonne pour trouver cette somme. La neutralité entraîne aussi des compromissions. On dit que le butin des troupes hessoises a été vendu à Düsseldorf et que les forgerons de Solingen leur ont livré des armes. Avant le déclenchement de la guerre, les duchés de Juliers-Berg comptaient quelque 275 000 habitants. Les estimations de 1650 n'en donnent que 256 000, dont 131 000 pour Berg et 125 000 pour Juliers.

## Un prince malheureux en famille

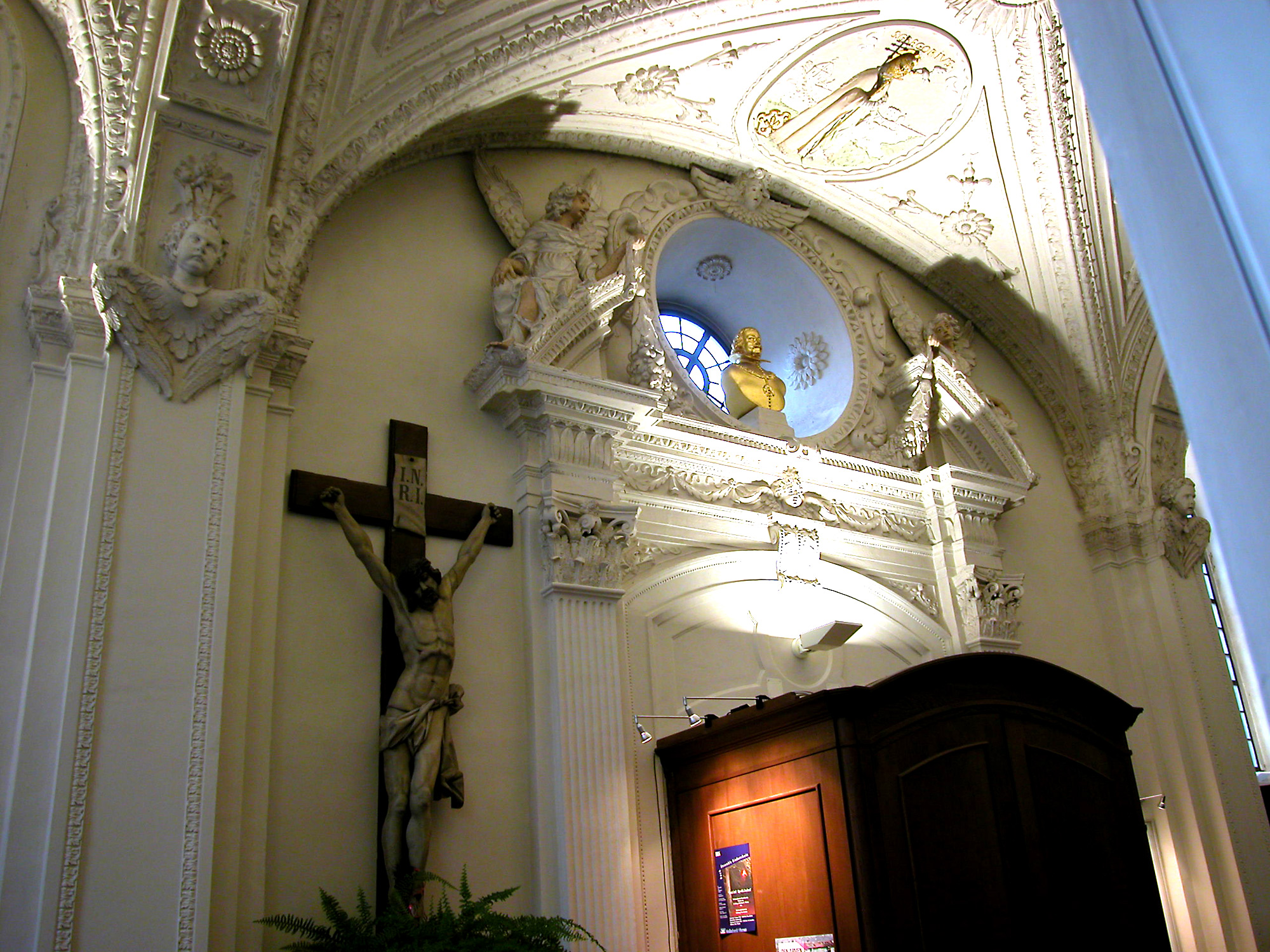
Buste dans l'œil-de-bœuf au-dessus de l'entrée de l'église Andreaskirche à Düsseldorf.

### Mariages et descendance
Wolfgang-Guillaume épouse
- en 1613 Madeleine de Bavière (1587-1628) qui donne naissance à :
  - Philippe-Guillaume de Neubourg, qui ajoute à l'héritage paternel le palatinat du Rhin et le titre d’électeur en 1685.
- en 1631 Catherine-Charlotte de Palatinat-Deux-Ponts (1615-51). Deux enfants
  - Ferdinand Philippe (mai-septembre 1633)
  - Éléonore Franziska (avril-novembre 1634)

- en 1651 Marie-Françoise de Fürstenberg-Heiligenberg (de), fille d'Egon VIII de Fürstenberg-Heiligenberg (en), sans enfant.

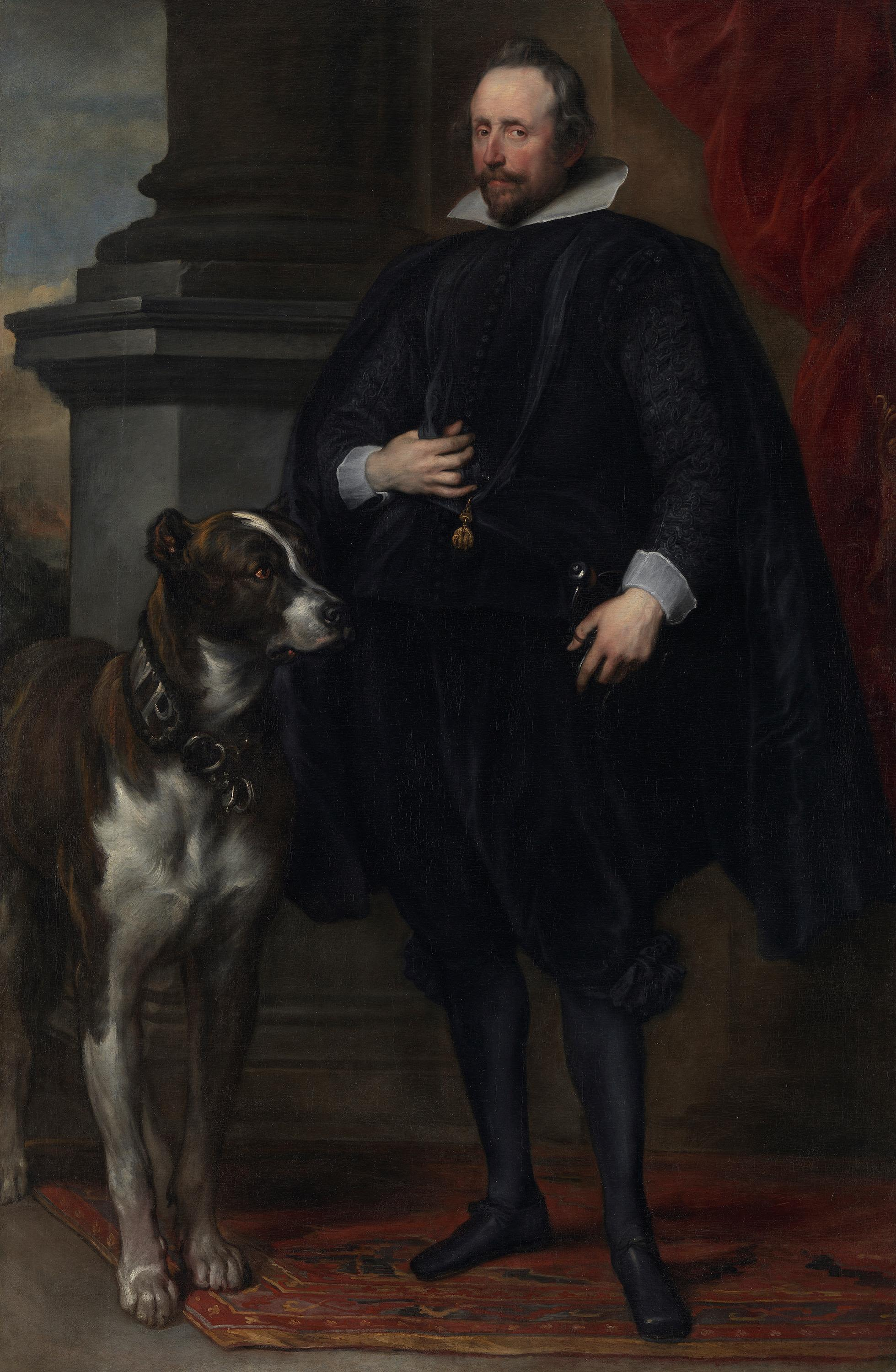
Portrait par Antoine van Dyck, vers 1629

Sa vie familiale n'est guère heureuse. Son premier mariage lui donne un fils mais son couple avec Madeleine de Bavière est de moins en moins harmonieux. Sa seconde épouse, Catherine de Palatinat Deux-Ponts, qui a 37 ans de moins que lui, est maladive, souffrant de maux de tête, de rhumatismes et elle est vraisemblablement dépressive. Dès 1632 - elle a 17 ans - elle dit qu'elle souhaite mourir. Elle lui donne deux enfants qui meurent très vite. À sa mort elle est enterrée dans le caveau princier de l'église St Lambert, les jésuites et l'archevêque de Cologne ayant refusé que cette calviniste repose dans la nouvelle église St André. Wolfgang-Guillaume se fâche avec son fils unique, Philippe Guillaume, en s'opposant en 1642 au mariage de ce dernier avec Anne, fille du roi de Pologne Sigismond Vasa. En 1651, à 73 ans, il se marie une 3e fois avec Marie-Françoise de Fürstenberg-Heiligenberg, qui en a 18. Le mariage est sans descendance.
Les difficultés aggravent peut-être les accès de colère et l'instabilité de caractère du Wolfgang-Guillaume. Le représentant du Brandebourg, Georges Ehrentreich von Burgsdorff, parle aussi de son penchant pour le vin et de son gobelet à vin de 2 litres (2 Maß) ! Lui restent toutefois les plaisirs de la chasse. À 14 ans déjà il tient un journal où il note les lièvres, les étourneaux ou les renards tirés. La chasse occupe plus de la moitié de son temps dans sa jeunesse. Plus tard il aime élever des chiens de chasse, même des dogues. Il se fait peindre par Van Dyck accompagné de l'un d'eux.

## Tombeau
Les funérailles de Wolfgang-Guillaume ont lieu en mai 1653. Conformément à son testament de 1642, il est enterré dans le nouveau caveau installé derrière le maître-autel de Saint-André à Düsseldorf. En 1717 son sarcophage est déplacé vers le Mausolée construit derrière le chœur de Saint-André au début du XVIIIe siècle. Son cœur est déposé, selon la tradition, dans l'église palatine de Neubourg.

## Sources
- (de) Cet article est partiellement ou en totalité issu de l’article de Wikipédia en allemand intitulé « Wolfgang Wilhelm (Pfalz-Neuburg) » (voir la liste des auteurs).

qui offre une très grande bibliographie.
S'y ajoutent des éléments tirés de :
- Wolfgang Kaps : Wolfgang Wilhelm von Pfalz-Neuburg (2009)
- Breitenbach : Wolfgang Wilhelm, in Allgemeine Biographie 44 (1898), p. 87-117.